# Error communis facit ius
Error communis facit ius es una locución latina que puede traducirse en español como "El error común crea derecho".
Es uno de los principios generales del Derecho, y en Derecho privado puede aplicarse a los terceros de buena fe que sean exentos de culpa.